# Nagyrada
Nagyrada là một thị trấn thuộc hạt Zala, Hungary. Thị trấn này có diện tích 12,85 km², dân số năm 2010 là 483 người, mật độ 38 người/km².